# 1950-те
50-те години на XX век са десетилетието, обхващащо периода от 1 януари 1950 до 31 декември 1959 година.
Към края на десетилетието светът вече се е възстановил от последиците на Втората световна война, а Студената война, започнала в края на 40-те години на XX век, прераства в оспорвано съревнование между САЩ и Съветския съюз.
Десетилетието е ознаменувано със сблъсъци между комунизма и капитализма, основно в Северното полукълбо. Корейската война (1951 – 1953) е първият горещ конфликт в рамките на Студената война, това е сблъсък между САЩ и техните съюзници от ООН, от една страна, и комунистическите сили Китай и СССР, от друга страна.
В Европа нараства напрежението в Берлин, разделен на окупационни зони, като стотици хиляди германци от Източен Берлин (съветската зона) преминават в Западен Берлин (187 000 през 1950; 165 000 през 1951; 182 000 през 1952 и 331 000 през 1953. През 1953 започва Кубинската революция, завършила през 1959 година с победа на въстаниците начело с Фидел Кастро. В Унгария през есента на 1956 г. избухва Унгарската революция, но е потушена от съветски войски.
Започва космическата надпревара с изстрелването на Спутник-1. Нарастват тестовете на ядрено оръжие (като РДС-37 и американски тестове в Невада (Operation Upshot-Knothole), допринасяйки за установяване на политически консервативен климат. В САЩ възниква и достига апогей маккартизмът с публични заседания на комисии от двете палати на Конгреса и дал начало на дългогодишни антикомунистически настроения. Започва деколонизация в Африка и Азия, която се ускорява през следващото десетилетие.
В средата на десетилетието изгрява звездата на Елвис Пресли и започва ерата на рокендрола в музиката.